# Mont Oriol (miniserie televisiva)
Mont Oriol è uno sceneggiato televisivo messo in onda dalla Rai nella primavera del 1958.
Fa parte della serie dei primi teleromanzi trasmessi dall'allora appena nata televisione di stato sull'unico canale televisivo disponibile, chiamato all'epoca Programma Nazionale (dopo la riforma del 1975 divenuto Rai 1). Queste opere venivano trasmesse in alternanza con altre di puro teleteatro.
La fiction era tratta dal romanzo omonimo di Guy de Maupassant, adattata per il piccolo schermo da Nicola Manzari, poteva contare sulla regia televisiva di Claudio Fino.
Le quattro puntate dello sceneggiato andarono in onda nel prime time del sabato dall'8 marzo al 29 marzo 1958.

## Cast

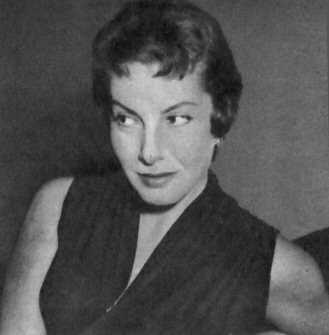
L'annunciatrice Adriana Serra era fra gli interpreti dello sceneggiato

Il cast era composto da attori mediamente giovani di formazione teatrale fra cui spiccavano i nomi dei veterani Sergio Tofano e Nino Besozzi.

## Trama
La vicenda è ambientata nella cittadina termale di Mont Oriol al centro di una grossa speculazione che vede impegnato uno spregiudicato uomo d'affari, William Andermatt. La moglie di questi, Christiane, si innamora di un giovane di Parigi, Paul Bretigny. Inizialmente il sentimento si sviluppa romanticamente, ma ai primi screzi - e dopo molte titubanze e ripensamenti - la donna comincerà a chiedersi se si tratti di vero amore o meno; e finirà per rinunciare all'amante, allontanandosi da lui. Il giovane rivolgerà allora le sue attenzioni sulla figlia del sindaco.

## Critica
Secondo il Dizionario della TV a cura di Giorgio Carbone e Leo Pasqua lo sceneggiato non ebbe molto gradimento sul piano critico, tanto che l'esordio di una giovane Monica Vitti fu compromesso dal generale insuccesso.
Anche l'Enciclopedia della televisione curata da Aldo Grasso, nel lemma dedicato a quest'opera parla senza mezzi termini di «primo bruciante insuccesso dello sceneggiato televisivo»; ciò anche in riferimento alla prova della stessa Vitti, coinvolta evidentemente in un'operazione non compiutamente messa a punto e come tale dall'esito non propriamente felice.